# Alvarez
Alvarez — гитарный бренд, основанный в 1965 году дистрибьютором St. Louis Music. Alvarez производит акустические и электроакустические гитары, включая классические инструменты, а также электрогитары со сплошным корпусом и бас-гитары.

## История

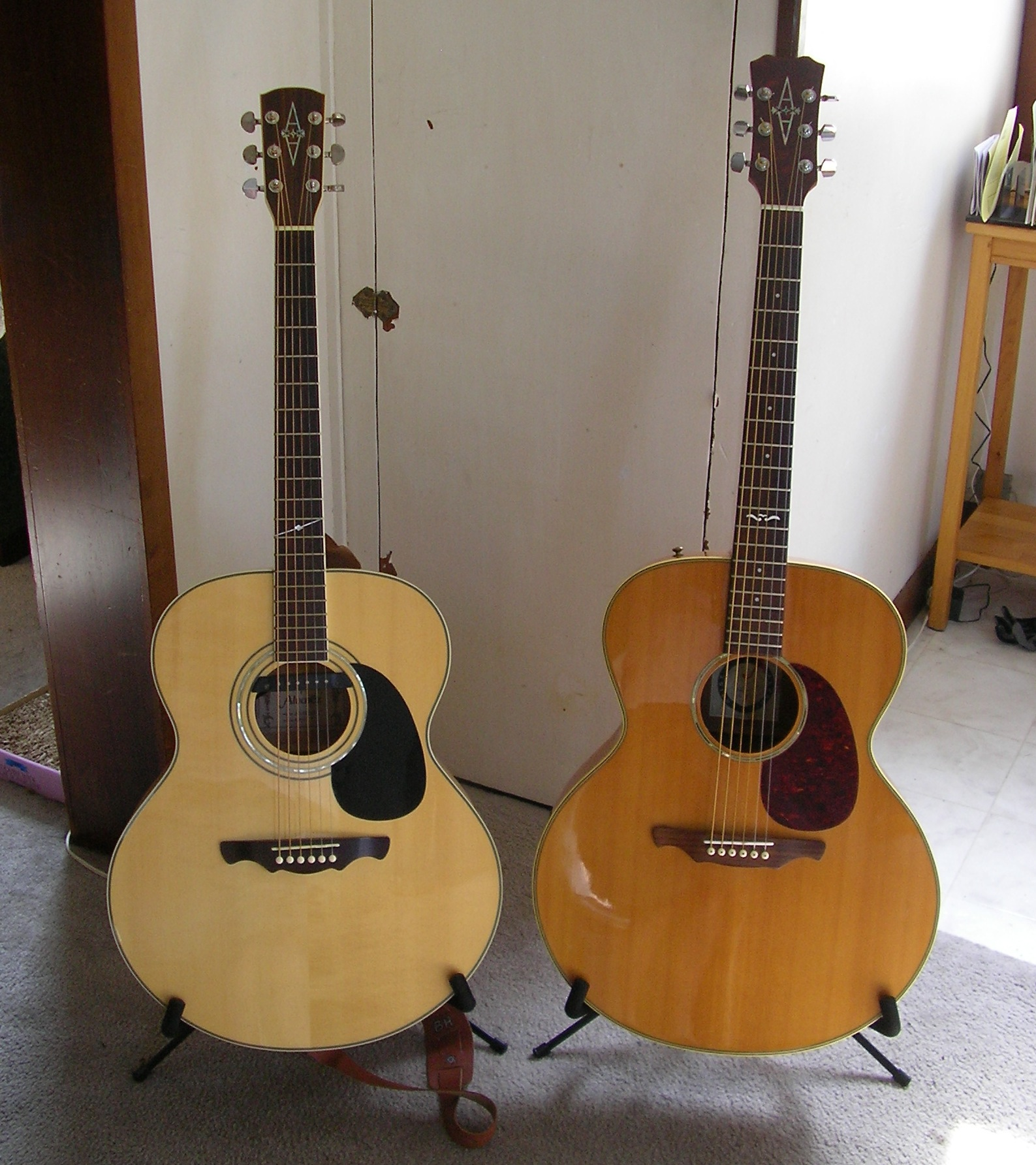
Alvarez AJ60S (2000) и Alvarez 5072 (1994) джамбо-гитары

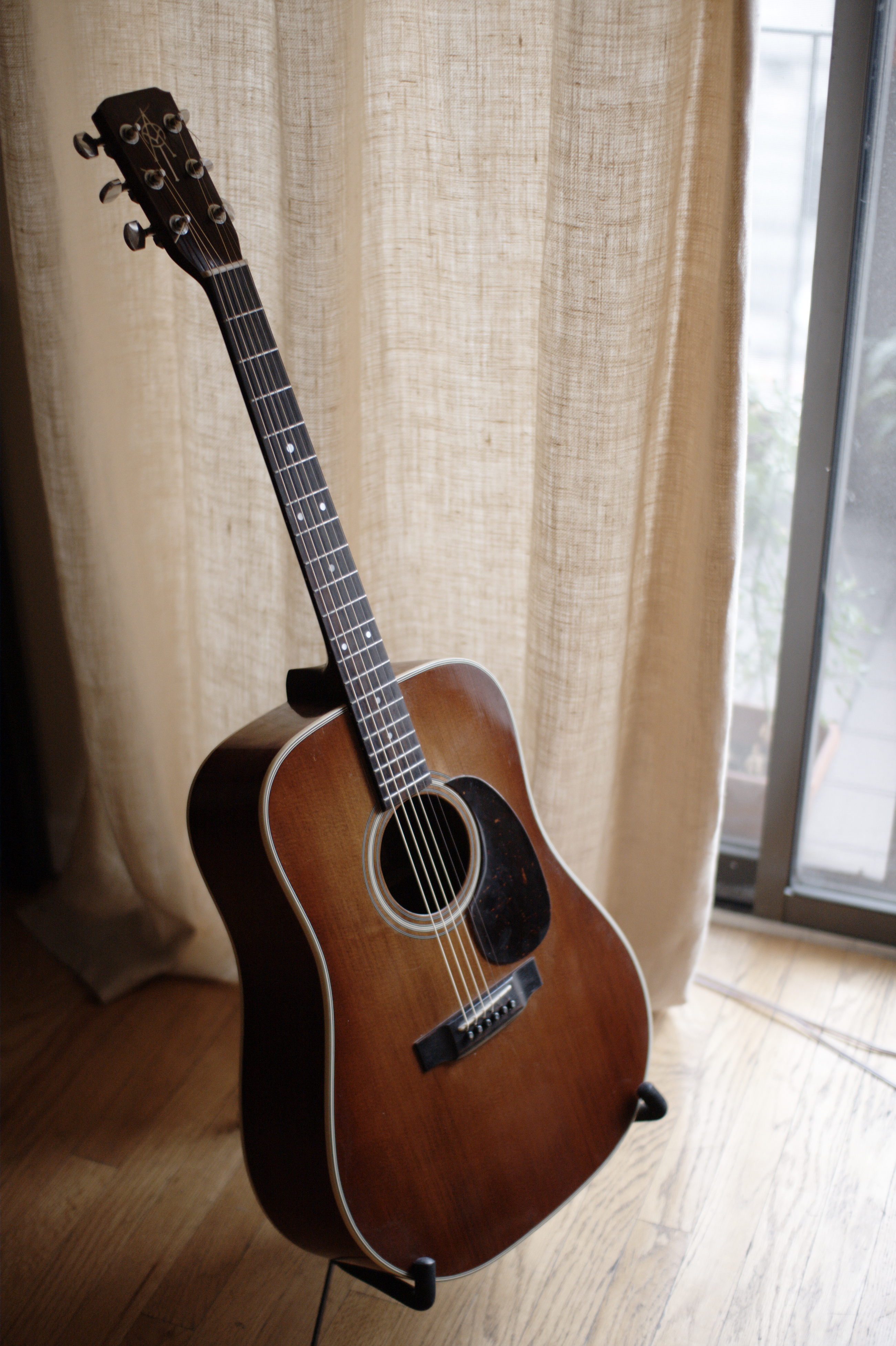
Alvarez-Yairi DY55 (1979)

С 2005 по 2009 годы Alvarez принадлежал компании LOUD Technologies, которая также владеет другими музыкальными брендами, такими как Ampeg, Crate и Mackie. В 2009 году Марк Рагин вернул менеджмент и дистрибуцию гитар обратно в Сент-Луис Мьюзик.
В 2011 году старший вице-президент SLM Крис Мейкл исполнял обязанности руководителя разработки Alvarez, наблюдая за модернизацией серии Artist и других моделей. При нём были выпущены новые линейки инструментов, такие как Masterworks Series (2014), а также юбилейная серия к пятидесятилетию бренда Alvarez.
Хотя многие из моделей Alvarez производятся в Китае, инструменты высшего класса Alvarez-Yairi изготавливаются вручную на фабрике Yairi в Кани, Гифу, Япония. Эта фабрика является частью наследия покойного мастера Казуо Яири.

## Исполнители, которые использовали гитары Alvarez
- Раулин Родригес
- Энтони Сантос
- Девин Таунсенд
- Боб Вейр
- Карлос Сантана
- Гарри Чапин
- Глен Хансард
- Ани ДиФранко
- Дэвид Кросби
- Грэм Нэш
- Джон Андерсон
- Пит Йорн
- Джефф Янг
- Джо Бонамасса
- Шон Морган
- Джош Тернер
- Монте Монтгомери
- Майк Айнез
- Мигель Дакота
- Виктор Цой
- Рик Дройт
- Мейсон Рэмси